# عمارت هایکلیر
عمارت هایکلیر (انگلیسی: Highclere Castle؛ ‎/ˈhaɪklɪər/‎) نام یک ساختمان بزرگ و قدیمی انگلیسی است که توسط «چارلز بری» در سبکِ جاکوبیتان ساخته شد. باغ اطراف این عمارت توسط «کیپبیلیتی برآون» طراحی شده است و در مجموع ۲۰۰۰ هکتار وسعت دارد.
این ساختمان در شهرستان همپشر و در ۸ کیلومتری جنوب نیوبوری واقع شده است و محلِ سکونتِ «ارلِ کارناوارون» (شاخه‌ای از خانوادهٔ انگلیسی-ولزی «هربرت») است.
این عمارت و فضای سرسبز اطرافش، در ماه‌های ژوئیه و اوت هر سال برای بازدید عمومی باز است.